# Salacca zalacca

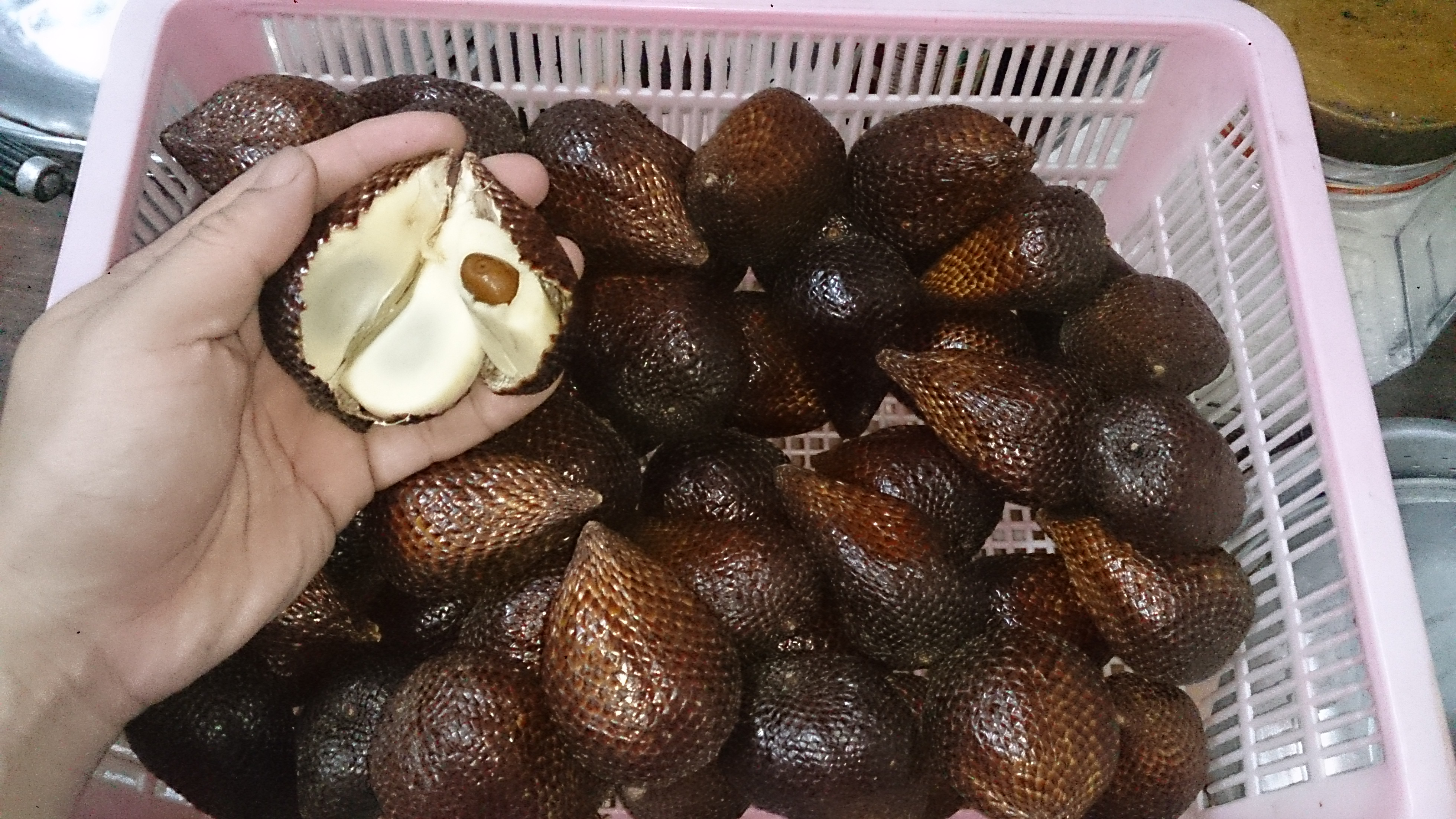
Salak xuất khẩu từ Indonesia

Salacca zalacca là một loài cây thuộc họ Cau bản địa của Indonesia, Brunei và Malaysia. Tên gọi là Indonesia là Salak trong khi tên tiếng Việt của nó gọi là mây Indo. Loài này có thân ngắn với lá dài đến 6m, mỗi lá có cuống dài 2m, trên đó có gai dài 15 cm.. Loài này được trồng làm cây cung cấp thực phẩm ở Bali, Lombok, Timor, Maluku, và Sulawesi.
Trái có múi mọc từ thân cây thành chùm, và đôi khi nó còn được gọi là trái vảy rắn/quả da rắn do vỏ của nó có cấu tạo vảy màu nâu đỏ. Nhân quả Salak có vị ngọt và có tính axit. Quả Salak (quả da rắn) dùng để ăn, quả ăn cảm giác giòn, mùi thơm ngọt cộng thêm chút vị chua nhẹ.

## Hình ảnh

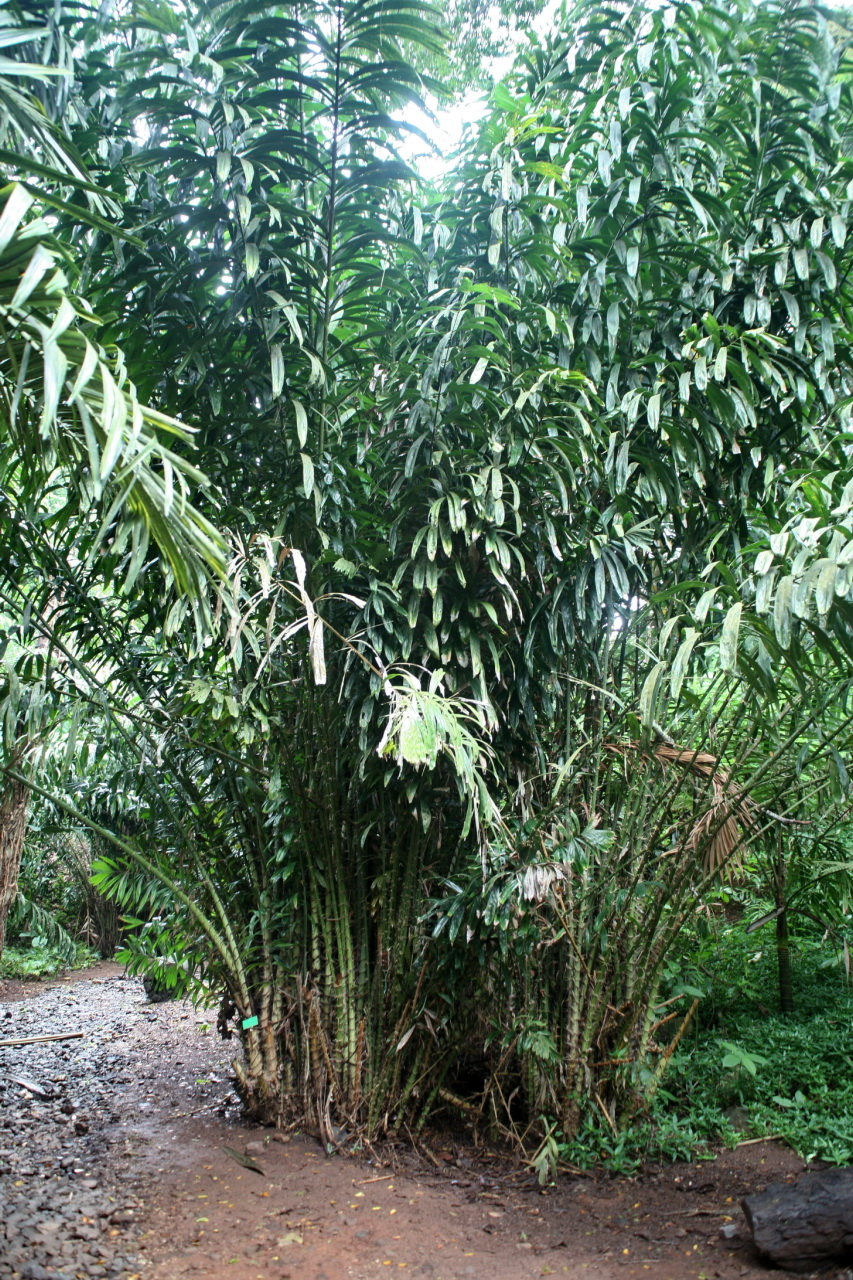
Cây trồng
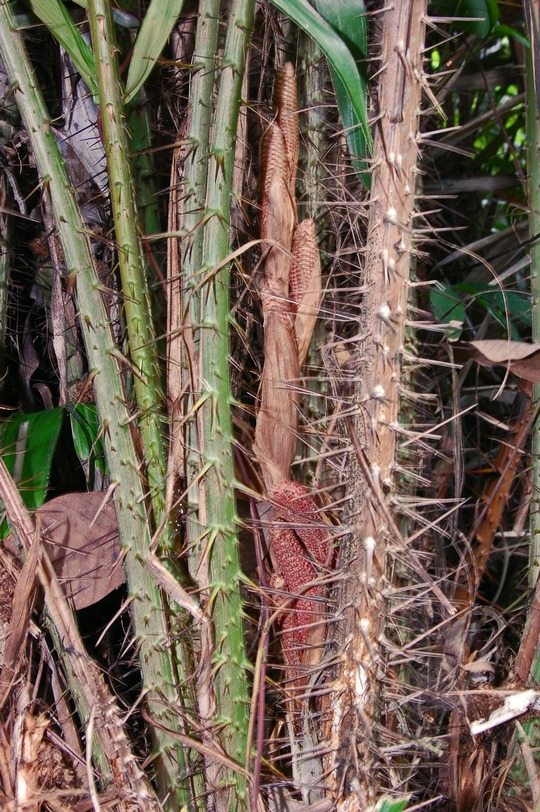
Thân cây có gai
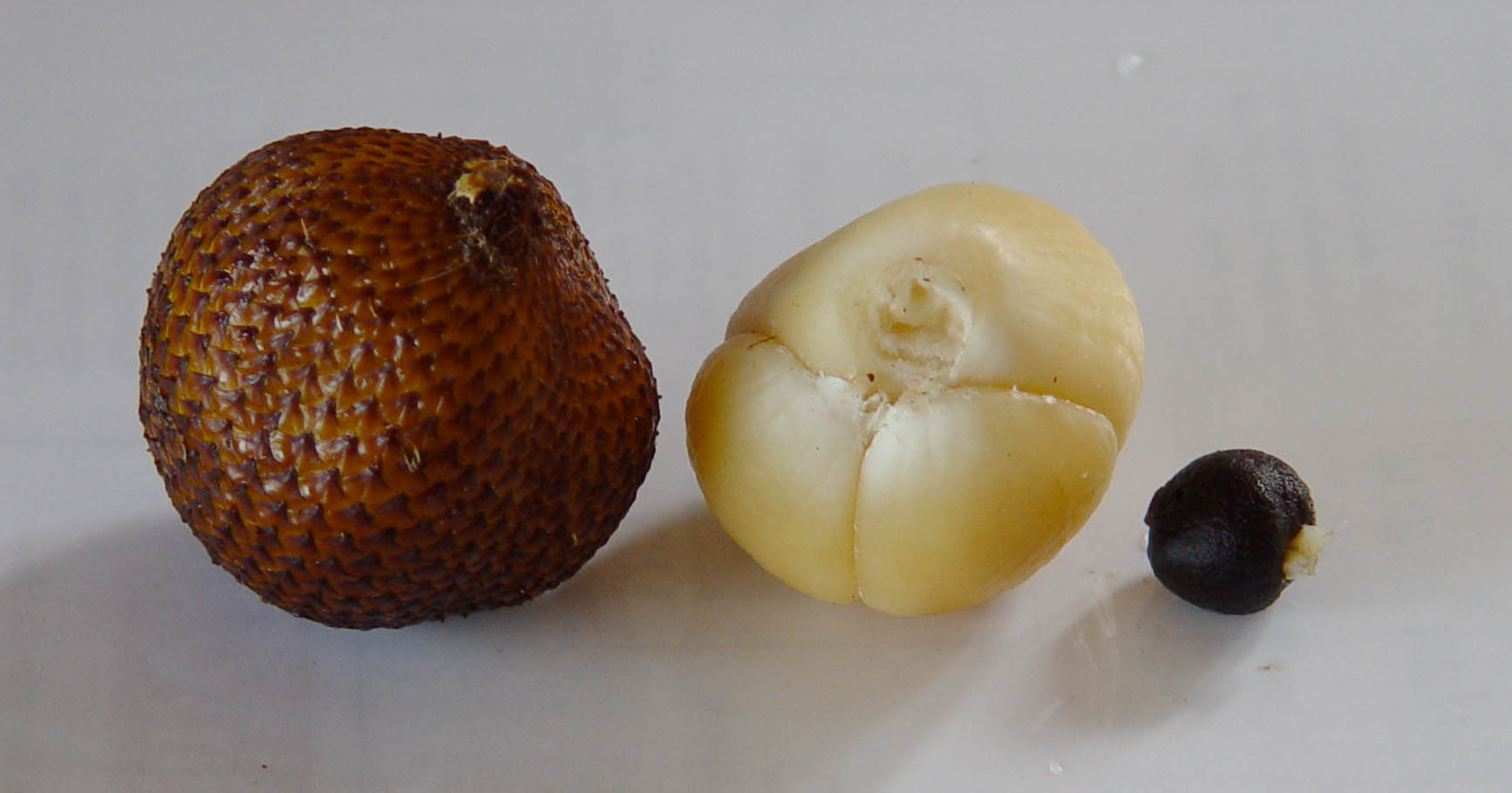
Trái và múi Salak